# Herrie om Carolus Magnus
 Herrie om Carolus Magnus  is een verhaal uit de Belgische stripreeks Piet Pienter en Bert Bibber van Pom.
Het verhaal verscheen voor het eerst in Gazet Van Antwerpen van 21 februari 1962 tot 20 december 1962 en als nummer 19 in de reeks bij De Vlijt.

## Personages
- Susan
- Piet Pienter
- Bert Bibber
- Prof. Kumulus
- Jack Sweepsteak
- Jean-Pierre Tralala
- Eleonore Babydoll

## Albumversies
Herrie om Carolus Magnus verscheen in 1963 als album 19 bij uitgeverij De Vlijt. In 1997 gaf uitgeverij De Standaard het album opnieuw uit. Uitgeverij 't Mannekesblad deed hetzelfde in 2018.